# Même la pluie
Pour plus de détails, voir Fiche technique et Distribution.
Même la pluie (También la lluvia) est un film dramatique hispano-franco-mexicain réalisé par Icíar Bollaín, sorti en 2010.

## Synopsis
Un réalisateur, Sebastián, arrive à Cochabamba, en Bolivie, pour tourner un film sur l'arrivée de Christophe Colomb aux Antilles et sur l'asservissement des populations indigènes. Il veut que le film montre le sort des indigènes et le rôle qu'ont joué leurs défenseurs espagnols Antonio de Montesinos et Bartolomé de las Casas. Son producteur, Costa, a choisi la Bolivie pour des raisons budgétaires. Pour incarner Hatuey, chef des Taïnos, Sebastián choisit Daniel, repéré parmi les figurants autochtones, malgré les inquiétudes de Costa au sujet du caractère protestataire et explosif de cet homme.
Durant le tournage, des manifestations éclatent pour contester la privatisation de l'eau. En effet, une multinationale américaine, Bechtel, a remporté le marché de la distribution d'eau. Elle ferme les puits et oblige les gens à payer 450 dollars par an, alors qu'ils ne sont payés que 40 dollars par mois. Le pays s'embrase et cela met aussi en péril l'aboutissement du tournage, d'autant que Daniel est l'un des meneurs de cette « guerre de l'eau ».
Les scènes du film en répétition ou en tournage alternent peu à peu avec les scènes de manifestations à Cochabamba, introduisant un parallèle entre les exploitations passée et présente des populations autochtones d'Amérique latine.

## Fiche technique
- Titre original : También la lluvia
- Titre français : Même la pluie
- Réalisation : Icíar Bollaín
- Scénario : Paul Laverty
- Musique : Alberto Iglesias
- Décors : Juan Pedro de Gaspa
- Costumes : Sonia Grande
- Photographie : Alex Catalán
- Son : Emilio Cortes
- Montage : Ángel Hernández Zoido
- Production : Juan Gordon
- Sociétés de production : Morena Films ; Alebrije Cine y Video, Mandarin Cinéma, Tambien la Lluvia AIE et Vacafilms (coproductions)
- Sociétés de distribution : AXN (Espagne), Haut et Court (France)
- Pays d’origine :  Espagne,  Mexique,  France
- Langues originales : espagnol, quechua et quelques répliques en anglais
- Format : couleur (Technicolor) - 35 mm - 2,35:1 - Dolby numérique
- Genre : drame
- Durée :  103 minutes
- Dates de sortie :
  - Canada : 16 septembre 2010 (festival de Toronto)
  - Espagne : 23 octobre 2010 (festival de Valladolid) ; 5 janvier 2011 (sortie nationale)
  - France : 11 décembre 2010 (festival des Arcs) ; 5 janvier 2011 (sortie nationale)
  - Belgique : 6 avril 2011

## Distribution
- Luis Tosar (V. F. : Joël Zaffarano) : Costa, le producteur
- Gael García Bernal (V. F. : Franck Lorrain) : Sebastián, le réalisateur
- Juan Carlos Aduviri (V. F. : Emmanuel Rausenberger) : Daniel Aduviri / Hatuey
- Karra Elejalde (V. F. : Gabriel Le Doze) : Antón / Christophe Colomb
- Raúl Arévalo (V. F. : Yann Peira) : Juan / Antonio de Montesinos
- Carlos Santos (V. F. : Nicolas Marié) : Alberto / Bartolomé de las Casas
- Cassandra Ciangherotti (V. F. : Barbara Beretta) : María
- Milena Soliz : Belén/Panuca
- Jorge Ortiz (V. F. : Patrick Préjean) : le préfet
- Luis Bedrow : le chef de la police
- Najwa Nimri : une actrice / Isabelle la Catholique

Source et légende : Version française (V. F.) selon le carton du doublage français.

## Distinctions

### Récompenses
- Les Arcs Film Festival 2010 : prix du meilleur acteur pour Juan Carlos Aduviri, prix du public et prix du jury jeune pour Icíar Bollaín
- Premio Ariel 2011 :Ariel d'argent du meilleur film ibéro-américain pour Icíar Bollaín
- Berlinale 2011 : Prix du public (section Panorama)
- Prix Goya 2011 : Prix Goya du meilleur second rôle masculin pour Karra Elejalde, meilleure musique pour Alberto Iglesias, et meilleure direction de production pour Cristina Zumárraga
- Palm Springs International Film Festival 2011 : Prix Bridging the Borders pour Icíar Bollaín

### Nominations et sélections
- Les Arcs Film Festival 2010 : sélection officielle en compétition pour la Flèche de cristal
- Prix Goya 2011 : 10 autres nominations dont meilleur film, meilleure réalisation, meilleur scénario et meilleur acteur (pour Luis Tosar)
- Le film figure parmi les neuf derniers films en lice pour l'Oscar du meilleur film étranger 2011, représentant l'Espagne[réf. nécessaire]